# بورتر جوس
بورتر جونستون جوس (بالإنجليزية: Porter Goss)‏ (ولد في 26 نوفمبر 1938) هو سياسي ومسؤول حكومي أمريكي كان عضوا في مجلس النواب الأمريكي من عام 1989 حتى 2004، عندما أصبح مدير المخابرات المركزية، وكان آخر من يتولى هذا المنصب، حيث أصبح بعدها أول مدير على وكالة الاستخبارات المركزية بعد صدور قانون إصلاح الاستخبارات ومنع الإرهاب في عام 2004، والذي ألغى منصب وزير المخابرات العامة واستبدله بمدير المخابرات الوطنية في 21 أبريل 2005.
كان جوس يمثل منطقة الكونغرس الرابعة عشر في فلوريدا من عام 1989 حتى عام 2004. وتضم منطقته (التي كانت تسمى المنطقة الثالثة عشرة بين عامي 1989 و 1993) فورت مايرز ونيبلز وجزء من بورت شارلوت. شغل منصب رئيس لجنة الاستخبارات الدائمة في مجلس النواب من 1997 إلى 2004، وكان أحد المشاركين في رعاية قانون باتريوت آكت وكان رئيسا مشاركا للجنة المخابرات المشتركة بعد 11 سبتمبر.
استقال جوس من منصبه كمدير لوكالة المخابرات المركزية في 5 مايو 2006، في مؤتمر صحفي مع الرئيس جورج دبليو بوش داخل المكتب البيضاوي.  وفي 8 مايو، قام بوش بترشيح الجنرال الأمريكي مايكل هايدن ليكون خليفة جوس.

## التعليم
تعلم في جامعة ييل.

## روابط خارجية
- بورتر جوس على موقع الموسوعة البريطانية (الإنجليزية)
- بورتر جوس على موقع مونزينجر (الألمانية)
- بورتر جوس على موقع إن إن دي بي (الإنجليزية)